# Oxyacodon
Oxyacodon – rodzaj wymarłego ssaka prakopytnego, żyjącego we wczesnym paleocenie, od 65 do 63,3 mln lat temu, na terenach Ameryki Północnej: Nowego Meksyku, Kolorado, Utah, Wyoming, Montany, Dakoty Północnej i Saskatchewan.